# Hầm World Cup
Hầm World Cup (Tiếng Hàn: 월드컵터널) là một đường hầm ở Seongsan-dong, Mapo-gu, Seoul và đi qua núi Maebongsan để nối phía tây của Sân vận động World Cup Sangam và Giao lộ Sangam. Nó là một phần của Jeungsan-ro .

## Thông tin xây dựng
- Năm hoàn thành: 2001
- Tổng phần mở rộng: 305m
- Chiều rộng: 14m
- Chiều cao: 9m[1]

## Thông tin lân cận
- Sân vận động World Cup Seoul
- Digital Media City
- Công viên World Cup
- Cầu World Cup